# وینداخ
وینداخ (به آلمانی: Windach) یک شهر در آلمان است که در بایرن واقع شده‌است.

## خصوصیات
وینداخ ۲۴٫۸۵ کیلومترمربع مساحت دارد ۵۶۵-۵۹۰ متر بالاتر از سطح دریا واقع شده‌است.